# 彭祥松
彭祥松（1927年—1992年），男，湖南长沙人，中华人民共和国政治人物，曾任辽宁省人民政府副省长，辽宁省政协副主席。